# Pherothrinax woodi
Pherothrinax woodi är en tvåvingeart som först beskrevs av Mario Bezzi 1924.  Pherothrinax woodi ingår i släktet Pherothrinax och familjen borrflugor. Inga underarter finns listade i Catalogue of Life.